# Neoheterandria elegans
Neoheterandria elegans är en fiskart som beskrevs av Henn, 1916. Neoheterandria elegans ingår i släktet Neoheterandria och familjen Poeciliidae. Inga underarter finns listade i Catalogue of Life.